# The Pinkprint Tour
The Pinkprint Tour è stato il terzo tour musicale della rapper trinidadiana Nicki Minaj, a supporto del suo terzo album in studio The Pinkprint (2014).

## Antefatti
Nell'agosto 2014, nell'ambito della promozione del singolo Anaconda, Minaj conferma dei piani futuri per il suo prossimo tour in supporto del terzo album in studio The Pinkprint. Quando parlò del tour, Minaj disse: «In realtà, abbiamo intenzione di iniziare il tour nel 2015, e stiamo per avviare una tappa europea e poi saremo di nuovo in America per una tappa estiva.» Contestualmente, Minaj fece riferimento alla presenza di un ospite speciale in tour: «Non vedo l'ora di scoprire che sto andando in tour. Non lo posso dire, ma so che i miei fan ameranno questa persona. Credo che i miei fan sono molto eccitati e quindi penso che la mia intenzione è di lavorare veramente bene.»
Nel settembre 2014, è stato annunciato che la Minaj avrebbe presentato gli MTV Europe Music Awards 2014, tenutisi al The SSE Hydro di Glasgow, Scozia il 9 novembre. Durante la cerimonia di premiazione, Minaj ha nuovamente parlato del tour dopo essersi esibita sulle note di  Super Bass, Bed of Lies e Anaconda, e dopo aver accettato il premio come miglior artista hip-hop.
L'8 dicembre 2014, tre giorni dopo che la Minaj avesse ricevuto le due nomination ai Grammy Awards 2015 e una settimana prima dell'uscita del terzo album, il tour è stato ufficialmente annunciato con 17 date in programma in tutta Europa nella primavera dell'anno successivo. L'annuncio del tour ha anche rivelato che il cantante R&B Trey Songz sarebbe stato l'ospite speciale che avrebbe raggiunto la Minaj nella tappa europea del tour per sostenere il suo sesto album in studio Trigga.

## Artisti d'apertura
- Meek Mill (Parigi, Francia) (Nord America)
- Jessie Ware (Londra, Inghilterra)
- Trey Songz (Europa)
- Ester Dean (Europa)
- Rae Sremmurd (Nord America)
- Tinashe (Nord America)
- Dej Loaf (Nord America)

## Scaletta

### Europa
1. All Things Go
2. I Lied
3. The Crying Game
4. Feeling Myself
5. Only
6. Truffle Butter
7. Moment 4 Life
8. Lookin Ass
9. Want Some More
10. Did It On'em
11. Beez in the Trap
12. Flawless (Remix)
13. Dance (Ass)
14. Anaconda
15. Pills N Potions
16. Marilyn Monroe
17. Save Me
18. Grand Piano
19. Super Bass
20. Whip It
21. Trini Dem Girls
22. Va Va Voom
23. Pound the Alarm
24. Turn Me On

Bang Bang (Interlude)
1. The Night Is Still Young
2. Starships

### Festival europei
1. All Things Go
2. The Crying Game
3. Feeling Myself
4. Only
5. Truffle Butter
6. Moment 4 Life
7. Did It On'em
8. Beez in the Trap
9. Flawless (Remix)
10. Dance (Ass)
11. Anaconda
12. Super Bass
13. Whip It
14. Where Them Girls At
15. Pound the Alarm
16. Turn Me On
17. Hey Mama
18. The Night Is Still Young
19. Starships

### Nord America
1. All Things Go
2. I Lied
3. The Crying Game
4. Feeling Myself
5. Only
6. Truffle Butter
7. Moment 4 Life
8. Lookin Ass
9. Want Some More
10. Shanghai
11. Did It On'em
12. Beez in the Trap
13. Flawless
14. Dance (Ass)
15. Anaconda
16. Save Me
17. Grand Piano
18. Super Bass
19. Whip It
20. Where Dem Girls At
21. Trini Dem Girls
22. Hey Mama
23. Starships
24. Roger That
25. BedRock
26. Itty Bitty Piggy
27. Chi-Raq
28. Danny Glover
29. Boss Ass Bitch (Remix)
30. Up All Night /Make Me Proud
31. Win Again
32. Throw Sum Mo
33. Big Daddy/Buy a Heart/Bad For You/All Eyes On You
34. The Night Is Still Young

## Date
| Data             | Città           | Paese               | Luogo                            |        |        |        |
| Europa           | Europa          | Europa              | Europa                           | Europa | Europa | Europa |
| ---------------- | --------------- | ------------------- | -------------------------------- | ------ | ------ | ------ |
| 16 marzo 2015    | Stoccolma       | Svezia              | Ericsson Globe                   |        |        |        |
| 17 marzo 2015    | Oslo            | Norvegia            | Oslo Spektrum                    |        |        |        |
| 19 marzo 2015    | Amsterdam       | Paesi Bassi         | Ziggo Dome                       |        |        |        |
| 20 marzo 2015    | Francoforte     | Germania            | Festhalle Frankfurt              |        |        |        |
| 22 marzo 2015    | Bruxelles       | Belgio              | Palais 12                        |        |        |        |
| 23 marzo 2015    | Oberhausen      | Germania            | König-Pilsener-Arena             |        |        |        |
| 25 marzo 2015    | Parigi          | Francia             | Zénith di Parigi                 |        |        |        |
| 26 marzo 2015    | Parigi          | Francia             | Zénith di Parigi                 |        |        |        |
| 28 marzo 2015    | Londra          | Inghilterra         | The O2 Arena                     |        |        |        |
| 31 marzo 2015    | Dublino         | Irlanda             | 3Arena                           |        |        |        |
| 1º aprile 2015   | Belfast         | Nord Irlanda        | The Odyssey Arena                |        |        |        |
| 3 aprile 2015    | Birmingham      | Inghilterra         | Barclaycard Arena                |        |        |        |
| 4 aprile 2015    | Manchester      | Inghilterra         | Manchester Arena                 |        |        |        |
| 6 aprile 2015    | Liverpool       | Inghilterra         | Echo Arena                       |        |        |        |
| 7 aprile 2015    | Nottingham      | Inghilterra         | Capital FM Arena                 |        |        |        |
| 9 aprile 2015    | Leeds           | Inghilterra         | First Direct Arena               |        |        |        |
| 10 aprile 2015   | Newcastle       | Inghilterra         | Metro Radio Arena                |        |        |        |
| 12 aprile 2015   | Glasgow         | Scozia              | The SSE Hydro                    |        |        |        |
| Nord America     |                 |                     |                                  |        |        |        |
| 30 maggio 2015   | Las Vegas       | Stati Uniti         | Caesars Palace                   |        |        |        |
| 5 giugno 2015    | Austin          | Stati Uniti         | Circuit of the Americas          |        |        |        |
| 26 giugno 2015   | Los Angeles     | Stati Uniti         | Staples Center                   |        |        |        |
| Europa           |                 |                     |                                  |        |        |        |
| 3 luglio 2015    | Lahti           | Finlandia           | Mukkula                          |        |        |        |
| 4 luglio 2015    | Roskilde        | Danimarca           | Animal Showgrounds               |        |        |        |
| 5 luglio 2015    | Londra          | Regno Unito         | Finsbury Park                    |        |        |        |
| 7 luglio 2015    | Nîmes           | Francia             | Arena di Nîmes                   |        |        |        |
| 8 luglio 2015    | Milano          | Italia              | Estathè Market Sound             |        |        |        |
| 10 luglio 2015   | Frauenfeld      | Svizzera            | Grosse Allemagne                 |        |        |        |
| 11 luglio 2015   | Liegi           | Belgio              | Astrid Park                      |        |        |        |
| 12 luglio 2015   | Gräfenhainichen | Germania            | Ferropolis                       |        |        |        |
| Nord America     |                 |                     |                                  |        |        |        |
| 17 luglio 2015   | Dallas          | Stati Uniti         | Gexa Energy Pavillion            |        |        |        |
| 18 luglio 2015   | Houston         | Stati Uniti         | Toyota Center                    |        |        |        |
| 20 luglio 2015   | Miami           | Stati Uniti         | Klipsh Amphiteatre               |        |        |        |
| 22 luglio 2015   | Bristow         | Stati Uniti         | Jiffy Lube Live                  |        |        |        |
| 24 luglio 2015   | Holmdel         | Stati Uniti         | PNC Bank Arts Center             |        |        |        |
| 26 luglio 2015   | Brooklyn        | Stati Uniti         | Barclays Center                  |        |        |        |
| 28 luglio 2015   | Toronto         | Canada              | Molson Canadian Amphiteatre      |        |        |        |
| 29 luglio 2015   | Montréal        | Canada              | Bell Centre                      |        |        |        |
| 31 luglio 2015   | Clarkston       | Stati Uniti         | DTE Energy Music Theatre         |        |        |        |
| 2 agosto 2015    | Atlanta         | Stati Uniti         | Aaron's Amphitheatre at Lakewood |        |        |        |
| 4 agosto 2015    | Charlotte       | Stati Uniti         | PNC Music Pavilion               |        |        |        |
| 6 agosto 2015    | Camden          | Stati Uniti         | Susquehanna Bank Center          |        |        |        |
| 8 agosto 2015    | Burgettstown    | Stati Uniti         | First Niagara Pavilion           |        |        |        |
| 9 agosto 2015    | Tinley Park     | Stati Uniti         | First Midwest Bank Amphitheatre  |        |        |        |
| 11 agosto 2015   | Denver          | Stati Uniti         | Pepsi Center                     |        |        |        |
| 13 agosto 2015   | Chula Vista     | Stati Uniti         | Sleep Train Amphitheatre         |        |        |        |
| 14 agosto 2015   | Concord         | Stati Uniti         | Concord Pavilion                 |        |        |        |
| 16 agosto 2015   | Vancouver       | Canada              | Rogers Arena                     |        |        |        |
| 18 agosto 2015   | Calgary         | Canada              | Scotiabank Saddledome            |        |        |        |
| 19 agosto 2015   | Edmonton        | Canada              | Rexall Place                     |        |        |        |
| 23 agosto 2015   | Wantagh         | Stati Uniti         | Nikon at Jones Beach Theater     |        |        |        |
| Africa           |                 |                     |                                  |        |        |        |
| 19 dicembre 2015 | Luanda          | Angola              | Estádio dos Coqueiros            |        |        |        |
| 17 marzo 2016    | Johannesburg    | Sudafrica           | Ticketpro Dome                   |        |        |        |
| 18 marzo 2016    | Johannesburg    | Sudafrica           | Ticketpro Dome                   |        |        |        |
| 20 marzo 2016    | Durban          | Sudafrica           | Moses Mabhida Stadium            |        |        |        |
| 22 marzo 2016    | Città del Capo  | Sudafrica           | GrandWest Grand Arena            |        |        |        |
| Asia             |                 |                     |                                  |        |        |        |
| 25 marzo 2016    | Dubai           | Emirati Arabi Uniti | Autism Rocks Arena               |        |        |        |